# Аліорам
Аліорам (лат. Alioramus — «інше відгалуження») — хижий тираннозаврид зростом 1,7 м, довжиною 5 м і вагою 200 кг. Полював, наприклад на гадрозавров. Виявлений 1976 року, у Монголії. Його родичем є тарбозавр. Скелети виявлені на території сучасної Монголії. Він був трохи менший за тарбозавра. Але ця різниця не критична. Аліорам цілком міг полювати на тих же тварин що і тарбозавр. Цей динозавр належав до родини Tyrannosauridae як і тиранозавр рекс, альбертозавр, дасплетозавр, тарбозавр і нанотиран.

## Опис

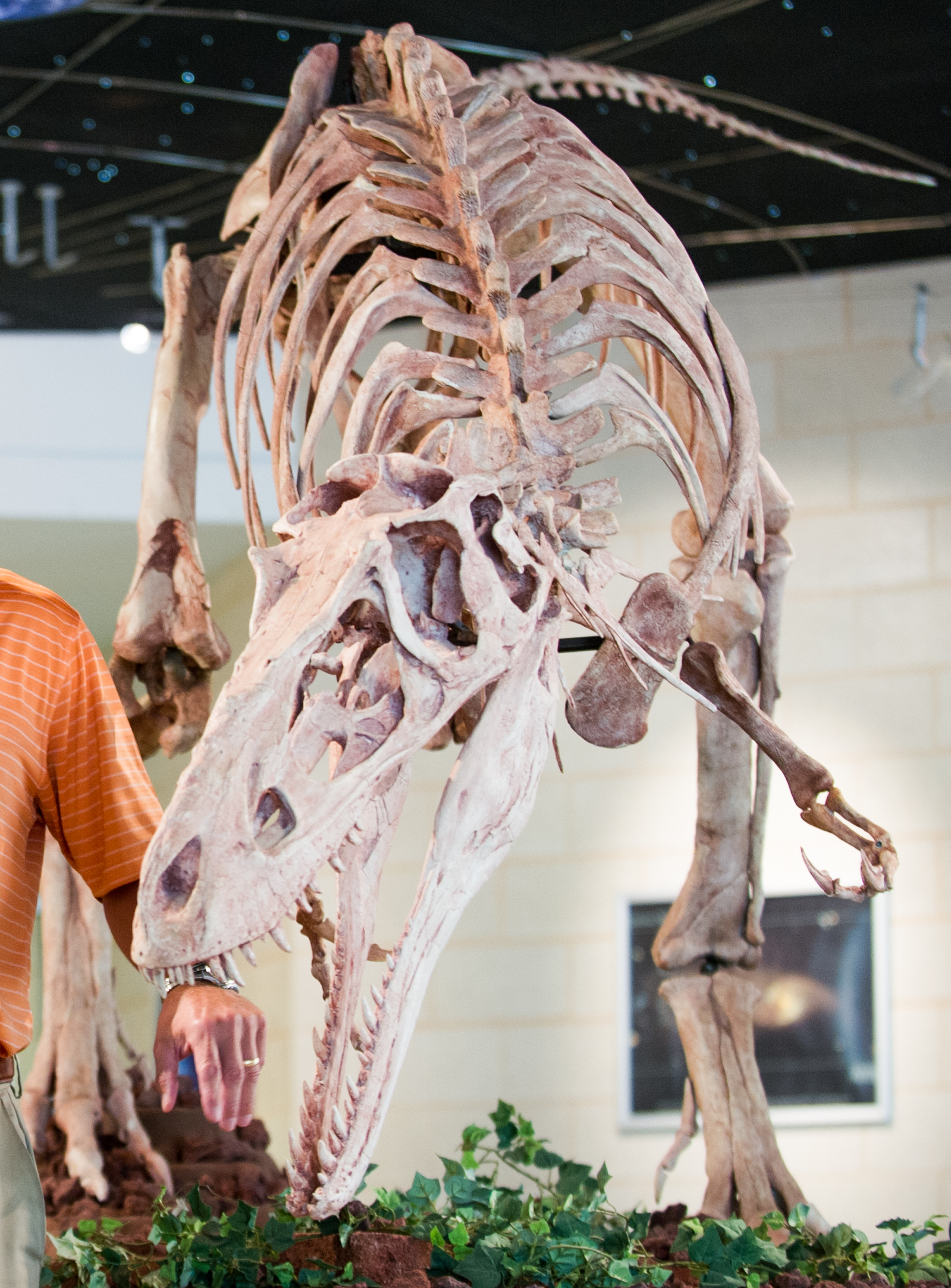
Змонтований скелет в Техаському університеті A&M, Коммерс

Типовий вид — A. remotus, відомий від часткового черепа і трьох плюсневих кісток, був відкритий і вивчений радянським палеонтологом Сергієм Курзановим в 1976 році. Другий різновид, аліорама алтайського відкрив Стівен Брусейт у 2009, він відомий від повнішого скелета. Точне положення аліорама в класифікації тираннозаврид невідомо, можливо це тільки підліток тарбозавра, але відкриття алтайського виду це спростовує.
Аліорам був двоногим як і більшість тероподів, його гострі зуби вказують на те, що це була м'ясоїдна тварина. Аліорам був менший за тарбозавра або широко відомого ті-рекса, але розмір дорослої особини невідомий, оскільки обидва різновиди відомі від залишків підлітків. Характерними рисами аліорама є п'ять кістяних гребенів на верхній частині морди, велика для тираннозаврид кількість зубів (більше мав ще не названий тираннозаврид з США), а також дуже довгі щелепи.

### Alioramus remotus

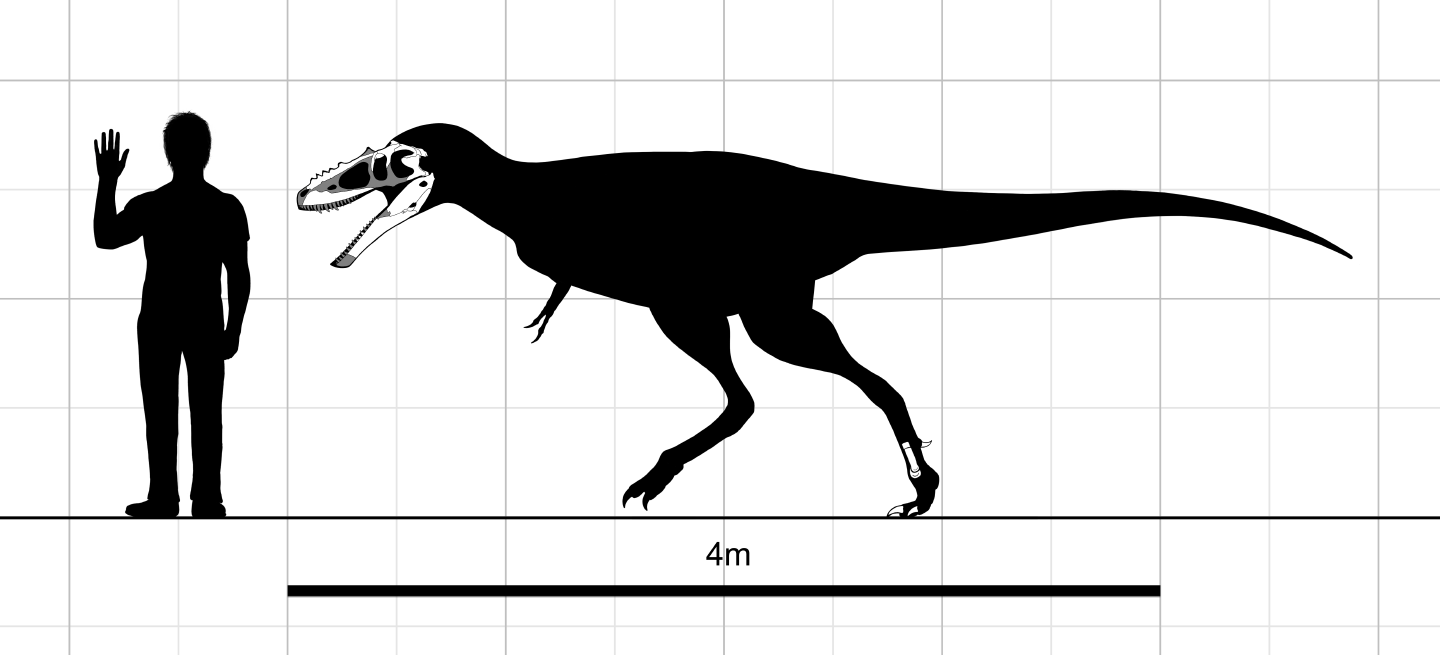
Розміри A. remotus у порівнянні з людиною

Alioramus remotus оцінювався в 5—6 м завдовжки, коли був вперше описаний Сергієм Курзановим в 1976 році. У 1988 році Пол встановив аналогічну довжину у 6 м і вагою 700 кг. У 2016 році Моліна-Перес і Ларраменді оцінили A. remotus у 5,5 м і 500 кг, а A. altai — у 5 м і 385 кг. Однак Курзанов не врахував витягування черепа внаслідок деформації під час скам'яніння, що може вказувати на меншу загальну довжину тіла цієї особини. Якщо цей зразок був ювенільним, то дорослий аліорамус міг би досягти більшої довжини, але підтверджених дорослих екземплярів наразі немає. Череп A. remotus був приблизно 45 см завдовжки.

### Alioramus altai

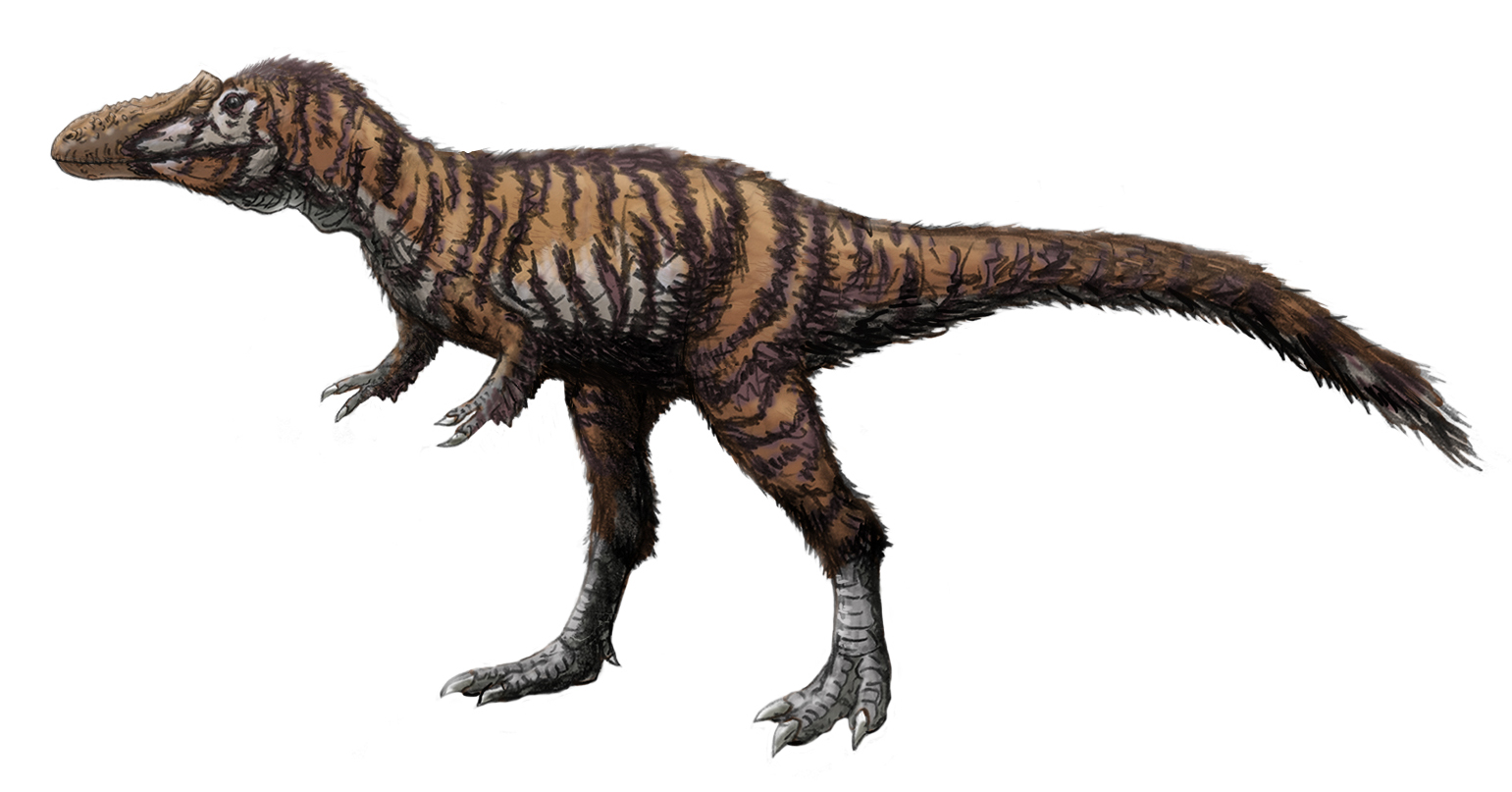
Реконструкція A. altai

Аліорам алтайський (лат. Alioramus altaі) відрізнявся від A. remotus будовою черепа: у нижній щелепі у нього був отвір для кріплення м'язів, який був відсутній в A. remotus, у нього було шість, а не п'ять носових гребенів і у нього було більше зубів. Аліорам алтайський мав 78 зубів: 17 на кожній верхній щелепі, 18 на кожній нижній щелепі та 4 на кожній предщелепній кістці. На передніх лапах було три пальці — два звичайних з кігтями та рудиментарний, без кігтя. Задні ноги були дуже довгими, явно пристосовані для швидкого бігу, за що він отримав жартівливе прізвисько динозавр-балерина. Остисті відростки хребців були подовженими, в результаті чого на спині був невеликий парус або горб.